# Atletica leggera ai Giochi della XIX Olimpiade - Salto in alto maschile

Video della Finale

Il salto in alto ha fatto parte del programma maschile di atletica leggera ai Giochi della XIX Olimpiade. La competizione si è svolta nei giorni 19-20 ottobre 1968 allo Stadio Olimpico Universitario di Città del Messico.

## L'eccellenza mondiale
| Primatista mondiale      | 2,28 1963 | Valerij Brumel'  | Infortunato |
| Campione olimpico 1964   | 2,18      | Valerij Brumel'  | Infortunato |
| Campione europeo 1966    | 2,12      | Jacques Madubost | Rit. 1966   |
| Vincitore dei Trials USA | 2,21      | Edward Caruthers | Presente    |

## Risultati

### Turno eliminatorio
Qualificazione2,14 m
I 13 atleti finalisti sono selezionati a 2,12.
| Pos. | Atleta              | Nazione          | Misura | Nota |
| ---- | ------------------- | ---------------- | ------ | ---- |
| 1    | Dick Fosbury        | Stati Uniti      | 2,14   | Q    |
| 2    | Ed Caruthers        | Stati Uniti      | 2,14   | Q    |
| 3    | Valeriy Skvortsov   | Unione Sovietica | 2,14   | Q    |
| 4    | Lawrie Peckham      | Australia        | 2,14   | Q    |
| 5    | Miodrag Todosijević | Jugoslavia       | 2,12   | q    |
| 6    | Reynaldo Brown      | Stati Uniti      | 2,12   | q    |
| 7    | Valentin Gavrilov   | Unione Sovietica | 2,12   | q    |
| 8    | Robert Sainte-Rose  | Francia          | 2,12   | q    |
| 9    | Gunther Spielvogel  | Germania Ovest   | 2,12   | q    |
| 10   | Thomas Zacharias    | Germania Ovest   | 2,09   |      |
| 11   | Viktor Bol'šov      | Unione Sovietica | 2,09   |      |
| 12   | Henry Elliott       | Francia          | 2,09   |      |
| 12   | Jaroslav Alexa      | Cecoslovacchia   | 2,09   |      |
| 14   | Tony Sneazwell      | Australia        | 2,06   |      |
| 14   | Kenneth Lundmark    | Svezia           | 2,06   |      |
| 14   | Rudolf Hübner       | Cecoslovacchia   | 2,06   |      |
| 17   | Peter Boyce         | Australia        | 2,06   |      |
| 18   | Polde Milek         | Jugoslavia       | 2,00   |      |

| Pos. | Atleta             | Nazione        | Misura | Nota |
| ---- | ------------------ | -------------- | ------ | ---- |
| 1    | Ahmed Senoussi     | Ciad           | 2,14   | Q    |
| 2    | Giacomo Crosa      | Italia         | 2,14   | Q    |
| 3    | Ingomar Sieghart   | Germania Ovest | 2,12   | q    |
| 4    | Luis María Garriga | Spagna         | 2,12   | q    |
| 5    | Kuniyoshi Sugioka  | Giappone       | 2,09   |      |
| 6    | Bhim Singh         | India          | 2,09   |      |
| 7    | Ioannis Kousoulas  | Grecia         | 2,09   |      |
| 8    | Mahamat Idriss     | Ciad           | 2,06   |      |
| 9    | Teodoro Palacios   | Guatemala      | 2,06   |      |
| 10   | Jón Ólafsson       | Islanda        | 2,06   |      |
| 11   | Michel Portmann    | Svizzera       | 2,06   |      |
| 12   | Fernando Abugattas | Perù           | 2,03   |      |
| 13   | Fernand Tovondray  | Madagascar     | 2,03   |      |
| 14   | Thomas Wieser      | Svizzera       | 2,03   |      |
| 15   | Csaba Dosa         | Romania        | 2,03   |      |
| 16   | Wilf Wedmann       | Canada         | 2,00   |      |
| 17   | Roberto Abugattas  | Perù           | 2,00   |      |
| 18   | Anthony Balfour    | Bahamas        | 1,95   |      |
| 19   | Hong Son-Long      | Taiwan         | 1,95   |      |
| 20   | Nurullah Candan    | Turchia        | 1,95   |      |
| 21   | Marconi Turay      | Sierra Leone   | 1,90   |      |

### Finale
Al terzo posto delle selezioni americane è giunto un ventunenne, Richard Fosbury, che salta all'indietro, volgendo le spalle all'asticella.
Ai Giochi la sua tecnica viene accolta come una curiosità. In finale la curiosità fa spazio all'ammirazione: Fosbury è ancora in gara ai 2,20, insieme al connazionale Ed Caruthers e al sovietico Valentin Gavrilov. A 2,22 Fosbury va su alla prima prova, Caruthers alla seconda mentre Gavrilov fallisce. A 2,24 Fosbury rimane solo: il titolo è suo con il nuovo record olimpico.
| Pos | Atleta              | Età | Paese            | 2,00 | 2,03 | 2,06 | 2,09 | 2,12 | 2,14 | 2,16 | 2,18 | 2,20 | 2,22 | 2,24 | 2,29 | Misura | Note            |
| --- | ------------------- | --- | ---------------- | ---- | ---- | ---- | ---- | ---- | ---- | ---- | ---- | ---- | ---- | ---- | ---- | ------ | --------------- |
|     | Dick Fosbury        | 21  | Stati Uniti      |      | O    | -    | O    | -    | O    | -    | O    | O    | O    | XXO  | XXX  | 2,24   | Record olimpico |
|     | Ed Caruthers        | 23  | Stati Uniti      |      |      |      | O    | -    | XXO  | -    | XXO  | O    | XO   | XXX  |      | 2,22   |                 |
|     | Valentin Gavrilov   | 22  | Unione Sovietica | O    | O    | O    | O    | O    | O    | O    | -    | O    | XXX  |      |      | 2,20   |                 |
| 4   | Valerij Skvortsov   | 23  | Unione Sovietica |      | O    | XO   | O    | XXO  | O    | XXO  | XXX  |      |      |      |      | 2,16   |                 |
| 5   | Reynaldo Brown      | 18  | Stati Uniti      |      | O    | -    | O    | -    | O    | -    | XXX  |      |      |      |      | 2,14   |                 |
| 6   | Giacomo Crosa       | 21  | Italia           | O    | -    | XO   | O    | O    | O    | XXX  |      |      |      |      |      | 2,14   |                 |
| 7   | Gunther Spielvogel  | 24  | Germania Ovest   |      |      | O    | O    | XXO  | XO   | XXX  |      |      |      |      |      | 2,14   |                 |
| 8   | Lawrie Peckham      | 24  | Australia        |      | O    | O    | O    | XO   | XXX  |      |      |      |      |      |      | 2,12   |                 |
| 9   | Robert Sainte-Rose  | 25  | Francia          | O    |      | O    | O    | XXX  |      |      |      |      |      |      |      | 2,09   |                 |
| 10  | Ingomar Sieghart    | 25  | Germania Ovest   |      | O    | O    | O    | XXX  |      |      |      |      |      |      |      | 2,09   |                 |
| 11  | Luis María Garriga  | 23  | Spagna           | O    |      | XO   | O    | XXX  |      |      |      |      |      |      |      | 2,09   |                 |
| 12  | Ahmed Senoussi      | 22  | Ciad             |      |      | XO   | XXO  | XXX  |      |      |      |      |      |      |      | 2,09   |                 |
| 13  | Miodrag Todosijević | 27  | Jugoslavia       | O    | -    | O    | XXX  |      |      |      |      |      |      |      |      | 2,06   |                 |

Lo stile inventato da Fosbury soppianterà il ventrale nel corso del decennio successivo. L'ultimo record del mondo eseguito con lo stile ventrale sarà il 2,34 dell'ucraino Vladimir Jaščenko nel 1978.